# Kremlin (gioco)
Kremlin è un gioco da tavolo che simula in forma di parodia le dinamiche politiche interne al Partito Comunista dell'Unione Sovietica, e che prende il nome dal complesso del Cremlino. Ideato da Urs Hostettler, è stato pubblicato in tedesco nel 1986 dalla Fata Morgana con il nome Kreml, e poi nel 1988 in inglese dalla Avalon Hill, ma è ormai fuori produzione.

## Scopo del gioco
Ogni giocatore rappresenta una fazione del partito, in lotta con le altre per il controllo dei posti chiave, ovvero il Capo del partito e gli altri 7 membri del Politburo. Il gioco prosegue al massimo per 11 turni, e lo scopo consiste nel controllare il Capo alla fine del turno per 3 volte anche non consecutive (in gergo, "salutare dal balcone" per 3 volte). Se nessuno ci riesce, vince chi controlla il politico di rango più elevato all'11º turno.

## Tabellone
Il tabellone è composto da una piramide, dove al vertice vi è il Capo del partito; sotto c'è la prima fila del Politburo, composta dal Capo del KGB e dai Ministri degli Esteri e della Difesa; poi la seconda fila, composta dal Capo ideologico e dai Ministri dell'Industria, dell'Economia e dello Sport. Ancora più sotto ci sono altri cinque spazi che rappresentano i Candidati per la promozione al Politburo, e infine la base dove stazionano i numerosi membri del Partito che aspettano l'eventuale ascesa. Sono anche rappresentati il Kremlin Wall per l'omaggio ai politici defunti o pensionati (a 96 anni!) e la Siberia dove vengono spediti invece i politici sgraditi.

## Preparazione
Ogni posto è coperto da uno dei 26 politici presenti, del tutto immaginari, rappresentato su una carta che ne riporta nome, caricatura, età iniziale e punti di forza e di debolezza. All'inizio del gioco tutti i posti vengono assegnati a caso, mischiando il mazzo delle carte, eccetto il Capo del partito che è sempre il vecchio Aparatschik.
Prima di cominciare, ogni giocatore assegna segretamente i propri punti influenza su 10 politici a sua scelta, potendone assegnare 10 a uno, 9 a un altro, 8 a un terzo e così via fino al decimo. In ogni momento un giocatore può rivelare tutti o parte dei punti segnati su un politico, mettendo un apposito segnalino sulla carta corrispondente. Tuttavia, il fatto che i punti influenza siano segreti impedisce di essere completamente sicuri che quel politico sia effettivamente sotto il proprio controllo, perché altri giocatori potrebbero avere su di esso più punti ma non averli ancora rivelati.

## Fasi del gioco
Ogni turno comprende otto fasi, completate una dopo l'altra.
1. Cura e invecchiamento. Ogni politico nel Politburo invecchia di un certo numero di anni secondo la posizione occupata, le malattie e le eventuali investigazioni subite. Se malato, il politico può essere mandato in sanatorio mantenendo il posto occupato, ma perdendo la possibilità di compiere le azioni connesse al posto e difendersi dalle azioni degli altri. Se raggiunge i 96 anni, il politico viene giustamente pensionato.
2. Purga. Il Capo del KGB decide se tentare di purgare al massimo due politici, tirando un dado da 20 per controllarne l'esito.
3. Investigazioni. Il Ministro della Difesa decide chi investigare e se sottoporre a processo un politico già investigato.
4. Salute. Tutto il Politburo tira un dado da 20 per verificare la propria salute: l'esito può essere un nulla di fatto, una croce in più, due croci in più oppure la tragica dipartita del vegliardo. Al contrario, se il politico è giovane o è ospite del sanatorio, può capitare di vedersi togliere una croce.
5. Commissione funeraria. In caso di mancanza del Capo del partito (morto, pensionato, purgato, processato) il Ministro degli Esteri deve nominare un successore tramite due tentativi, falliti i quali accede lui stesso alla carica.
6. Rimpasto. Gli eventuali altri posti vacanti sono coperti tramite spostamenti orizzontali (solo da parte del Capo) o verticali da un livello all'altro, decisi dai singoli politici in sequenza secondo il proprio rango.
7. Riabilitazione. Un politico spedito in Siberia può essere riammesso tra i membri del partito se ripescato dal Politburo.
8. Parata. A meno che non sia in sanatorio a farsi curare, il Capo del partito saluta dal balcone durante la parata sulla Piazza Rossa e il giocatore che lo controlla segna un punto; al terzo saluto il giocatore ha vinto e il gioco finisce. Se il Capo è malato, il saluto è subordinato a un tiro di dado.

## Versione avanzata
Dopo le prime partite, lo schema sopra delineato apparirà troppo semplice, e le regole per il gioco avanzato permettono di complicare la situazione con:
- carte intrigo, che ogni giocatore ha ricevuto all'inizio del gioco a caso e può usare a suo piacimento per modificare il normale svolgimento, anche dopo che un evento si è verificato per annullarlo;
- punti di forza e di debolezza dei politici, che secondo il posto occupato aumentano o evitano di aumentare gli anni accumulati e la possibilità di essere purgati;
- risoluzione dei casi di parità nei punti influenza, tramite la decisione di altri giocatori che hanno punti sul politico;
- assegnazione di ulteriori punti influenza alla fine del 3º, 6º e 9º turno, o in alternativa pesca di altrettante carte intrigo; è possibile aggiungere un punto anche ai politici a cui ne sono già stati assegnati 10, determinando il cosiddetto "10+" che comporta il controllo definitivo su quel politico da parte del primo giocatore che lo dichiara.

## Espansioni
Nel 1989 è stata pubblicata l'espansione Revolution!, che aggiunge i personaggi reali (a cominciare da Lenin e Stalin) a quelli immaginari, e nuove carte intrigo relative a episodi storici.
Nel 2014 un'edizione limitata è stata messa in commercio dalla Jolly Roger Games, contenente tre versioni del gioco: quella classica, una ispirata a Revolution! e un'altra ambientata negli anni della dissoluzione dell'URSS (con burocrazia e possibilità di andare in esilio, oltre ai personaggi reali moderni come Gorbačëv, come  e Putin).